# Ал-Понт-да-Білумара-і-Рукафор
Ал-Понт-да-Білума́ра-і-Рукафо́р (кат. El Pont de Vilomara i Rocafort) — муніципалітет, розташований в Автономній області Каталонія, в Іспанії. Код муніципалітету за номенклатурою Інституту статистики Каталонії — 81825. Знаходиться у районі (кумарці) Бажас (коди району — 07 та BG) провінції Барселона, згідно з новою адміністративною реформою перебуватиме у складі Баґарії (округи) Центральна Каталонія. 

## Населення
Населення міста (у 2007 р.) становить 3.521 особа (з них менше 14 років — 17%, від 15 до 64 — 69,4%, понад 65 років — 13,7%). У 2006 р. народжуваність склала 38 осіб, смертність — 23 особи, зареєстровано 19 шлюбів. У 2001 р. активне населення становило 1.397 осіб, з них безробітних — 180 осіб.

Серед осіб, які проживали на території міста у 2001 р., 1.799 народилися в Каталонії (з них 1.462 особи у тому самому районі, або кумарці), 817 осіб приїхало з інших областей Іспанії, а 72 особи приїхали з-за кордону. 

Університетську освіту має 4,7% усього населення. 

У 2001 р. нараховувалося 952 домогосподарства (з них 17,8% складалися з однієї особи, 27,7% з двох осіб,23,7% з 3 осіб, 20,5% з 4 осіб, 7% з 5 осіб, 2,3% з 6 осіб, 0,7% з 7 осіб, 0,1% з 8 осіб і 0,1% з 9 і більше осіб).

Активне населення міста у 2001 р. працювало у таких сферах діяльності : у сільському господарстві — 0,6%, у промисловості — 38,4%, на будівництві — 18,7% і у сфері обслуговування — 42,4%. 

 У муніципалітеті або у власному районі (кумарці) працює 402 особи, поза районом — 880 осіб.

### Безробіття
У 2007 р. нараховувалося 152 безробітних (у 2006 р. — 186 безробітних), з них чоловіки становили 32,9%, а жінки — 67,1%.

## Економіка

### Підприємства міста

#### Промислові підприємства
| \| Промислові підприємства міста, за сферою діяльності \| Промислові підприємства міста, за сферою діяльності \| Промислові підприємства міста, за сферою діяльності \| \| Рік \| 2002 р. \| 2001 р. \| \| --------------------------------------------------- \| --------------------------------------------------- \| --------------------------------------------------- \| \| Енергетичні та водні ресурси \| 6,7% \| 7,7% \| \| Хімія та метали \| 6,7% \| 7,7% \| \| Переробка металів \| 40% \| 30,8% \| \| Продукти харчування \| 13,3% \| 15,4% \| \| Текстиль \| 6,7% \| 7,7% \| \| Виробництво меблів, видання \| 26,7% \| 30,8% \| \| Інше \| 0% \| 0% \| \| Усього підприємств \| 15 \| 13 \| |         |         |
| Промислові підприємства міста, за сферою діяльності |         |         |
| Рік | 2002 р. | 2001 р. |
| Енергетичні та водні ресурси | 6,7%    | 7,7%    |
| Хімія та метали | 6,7%    | 7,7%    |
| Переробка металів | 40%     | 30,8%   |
| Продукти харчування | 13,3%   | 15,4%   |
| Текстиль | 6,7%    | 7,7%    |
| Виробництво меблів, видання | 26,7%   | 30,8%   |
| Інше | 0%      | 0%      |
| Усього підприємств | 15      | 13      |

#### Роздрібна торгівля
| \| Підприємства роздрібної торгівлі міста, за сферою діяльності \| Підприємства роздрібної торгівлі міста, за сферою діяльності \| Підприємства роздрібної торгівлі міста, за сферою діяльності \| \| Рік \| 2002 р. \| 2001 р. \| \| ------------------------------------------------------------ \| ------------------------------------------------------------ \| ------------------------------------------------------------ \| \| Продукти харчування \| 35% \| 33,3% \| \| Одяг та взуття \| 5% \| 5,6% \| \| Товари для дому \| 10% \| 11,1% \| \| Книги та періодичні видання \| 5% \| 5,6% \| \| Промислова хімічна продукція \| 15% \| 16,7% \| \| Продукція, пов'язана з транспортними засобами \| 0% \| 0% \| \| Інше \| 30% \| 27,8% \| \| Усього підприємств \| 20 \| 18 \| |         |         |
| Підприємства роздрібної торгівлі міста, за сферою діяльності |         |         |
| Рік | 2002 р. | 2001 р. |
| Продукти харчування | 35%     | 33,3%   |
| Одяг та взуття | 5%      | 5,6%    |
| Товари для дому | 10%     | 11,1%   |
| Книги та періодичні видання | 5%      | 5,6%    |
| Промислова хімічна продукція | 15%     | 16,7%   |
| Продукція, пов'язана з транспортними засобами | 0%      | 0%      |
| Інше | 30%     | 27,8%   |
| Усього підприємств | 20      | 18      |

#### Сфера послуг
| \| Підприємства міста, що працюють у сфері послуг, за діяльністю \| Підприємства міста, що працюють у сфері послуг, за діяльністю \| Підприємства міста, що працюють у сфері послуг, за діяльністю \| \| Рік \| 2002 р. \| 2001 р. \| \| ------------------------------------------------------------- \| ------------------------------------------------------------- \| ------------------------------------------------------------- \| \| Гуртова торгівля \| 10% \| 12,9% \| \| Готелі та готельний бізнес \| 21,7% \| 25,8% \| \| Транспорт та зв'язок \| 21,7% \| 22,6% \| \| Посередницькі фінансові послуги \| 5% \| 4,8% \| \| Послуги підприємствам \| 5% \| 4,8% \| \| Послуги фізичним особам \| 28,3% \| 25,8% \| \| Нерухомість та ін. \| 8,3% \| 3,2% \| \| Усього підприємств \| 60 \| 62 \| |         |         |
| Підприємства міста, що працюють у сфері послуг, за діяльністю |         |         |
| Рік | 2002 р. | 2001 р. |
| Гуртова торгівля | 10%     | 12,9%   |
| Готелі та готельний бізнес | 21,7%   | 25,8%   |
| Транспорт та зв'язок | 21,7%   | 22,6%   |
| Посередницькі фінансові послуги | 5%      | 4,8%    |
| Послуги підприємствам | 5%      | 4,8%    |
| Послуги фізичним особам | 28,3%   | 25,8%   |
| Нерухомість та ін. | 8,3%    | 3,2%    |
| Усього підприємств | 60      | 62      |

## Житловий фонд
У 2001 р. 3,3% усіх родин (домогосподарств) мали житло метражем до 59 м2, 34,5% — від 60 до 89 м2, 44,9% — від 90 до 119 м2 і
17,4% — понад 120 м2.

З усіх будівель у 2001 р. 69,4% було одноповерховими, 22,9% — двоповерховими, 5,8
% — триповерховими, 1,8% — чотириповерховими, 0,1% — п'ятиповерховими, 0% — шестиповерховими,
0% — семиповерховими, 0% — з вісьмома та більше поверхами.

## Автопарк
| \| Автомобілі, зареєстровані у місті, за призначенням \| Автомобілі, зареєстровані у місті, за призначенням \| Автомобілі, зареєстровані у місті, за призначенням \| \| Рік \| 2006 р. \| 2005 р. \| \| -------------------------------------------------- \| -------------------------------------------------- \| -------------------------------------------------- \| \| Приватні автомобілі \| 68,7% \| 70,5% \| \| Мотоцикли \| 8,8% \| 7,9% \| \| Вантажівки \| 17,2% \| 16,7% \| \| Трактори \| 0,7% \| 0,7% \| \| Автобуси та ін. \| 4,7% \| 4,2% \| \| Усього автомобілів \| 2.226 шт. \| 2.060 шт. \| |           |           |
| Автомобілі, зареєстровані у місті, за призначенням |           |           |
| Рік | 2006 р.   | 2005 р.   |
| Приватні автомобілі | 68,7%     | 70,5%     |
| Мотоцикли | 8,8%      | 7,9%      |
| Вантажівки | 17,2%     | 16,7%     |
| Трактори | 0,7%      | 0,7%      |
| Автобуси та ін. | 4,7%      | 4,2%      |
| Усього автомобілів | 2.226 шт. | 2.060 шт. |

## Вживання каталанської мови
У 2001 р. каталанську мову у місті розуміли 95,4% усього населення (у 1996 р. — 93,5%), вміли говорити нею 78,3% (у 1996 р. — 
74,6%), вміли читати 75,6% (у 1996 р. — 77,5%), вміли писати 55,9
% (у 1996 р. — 47%). Не розуміли каталанської мови 4,6%.

## Політичні уподобання
У виборах до Парламенту Каталонії у 2006 р. взяло участь 1.269 осіб (у 2003 р. — 1.443 особи). Голоси за політичні сили розподілилися таким чином:
| \| Вибори до Парламенту Каталонії \| Вибори до Парламенту Каталонії \| Вибори до Парламенту Каталонії \| \| Рік \| 2006 р. \| 2003 р. \| \| -------------------------------------- \| ------------------------------ \| ------------------------------ \| \| Конвергенція та Єднання (CiU) \| 25,5% \| 24,7% \| \| Соціалістична партія Каталонії (PSC) \| 45,2% \| 49,4% \| \| Народна партія (PP) \| 8,8% \| 9,1% \| \| Ініціатива за зелену Каталонію (IC) \| 7,8% \| 5,3% \| \| Республіканська лівиця Каталонії (ERC) \| 10,1% \| 9,7% \| \| Громадянська партія (C's) \| 0,8% \| 0% \| \| Інші \| 1,7% \| 1,7% \| |         |         |
| Вибори до Парламенту Каталонії |         |         |
| Рік | 2006 р. | 2003 р. |
| Конвергенція та Єднання (CiU) | 25,5%   | 24,7%   |
| Соціалістична партія Каталонії (PSC) | 45,2%   | 49,4%   |
| Народна партія (PP) | 8,8%    | 9,1%    |
| Ініціатива за зелену Каталонію (IC) | 7,8%    | 5,3%    |
| Республіканська лівиця Каталонії (ERC) | 10,1%   | 9,7%    |
| Громадянська партія (C's) | 0,8%    | 0%      |
| Інші | 1,7%    | 1,7%    |

У муніципальних виборах у 2007 р. взяло участь 1.764 особи (у 2003 р. — 1.692 особи). Голоси за політичні сили розподілилися таким чином:
| \| Муніципальні вибори \| Муніципальні вибори \| Муніципальні вибори \| \| Рік \| 2007 р. \| 2003 р. \| \| -------------------------------------- \| ------------------- \| ------------------- \| \| Конвергенція та Єднання (CiU) \| 9,6% \| 4,3% \| \| Соціалістична партія Каталонії (PSC) \| 50,7% \| 63,5% \| \| Народна партія (PP) \| 1,9% \| 1,8% \| \| Ініціатива за зелену Каталонію (IC) \| 31,9% \| 30,5% \| \| Республіканська лівиця Каталонії (ERC) \| 5,9% \| 0% \| \| Громадянська партія (C's) \| 0% \| 0% \| \| Інші \| 0% \| 0% \| |         |         |
| Муніципальні вибори |         |         |
| Рік | 2007 р. | 2003 р. |
| Конвергенція та Єднання (CiU) | 9,6%    | 4,3%    |
| Соціалістична партія Каталонії (PSC) | 50,7%   | 63,5%   |
| Народна партія (PP) | 1,9%    | 1,8%    |
| Ініціатива за зелену Каталонію (IC) | 31,9%   | 30,5%   |
| Республіканська лівиця Каталонії (ERC) | 5,9%    | 0%      |
| Громадянська партія (C's) | 0%      | 0%      |
| Інші | 0%      | 0%      |